# Eulasia pareyssei
Eulasia pareyssei es una especie de coleóptero de la familia Glaphyridae.

## Distribución geográfica
Habita en los territorios que antes se llamaban Yugoslavia,  en  Grecia y en Turquía.